# Vimy
Vimy là một xã ở tỉnh Pas-de-Calais, vùng Hauts-de-France của Pháp. 
Đây là một xã nông trang, có cự ly khoảng 6 dặm (9,7 km) north of Arras, tại giao lộ của các tuyến đường D51 và N17.

## Dân số
| 1962                                                         | 1968 | 1975 | 1982 | 1990 | 1999 | 2006 |
| ------------------------------------------------------------ | ---- | ---- | ---- | ---- | ---- | ---- |
| 3009                                                         | 3272 | 3316 | 3621 | 4581 | 4675 | 4602 |
| Số liệu điều tra dân số từ năm 1962: Dân số không tính trùng |      |      |      |      |      |      |

## Thành phố kết nghĩa
- Horley ở Surrey, Anh.
- Fischach ở Bavaria, Đức.